# Sophira linduensis
Sophira linduensis är en tvåvingeart som beskrevs av Hardy 1980. Sophira linduensis ingår i släktet Sophira och familjen borrflugor. Inga underarter finns listade i Catalogue of Life.